# 華麗なる一族 (映画)
『華麗なる一族』（かれいなるいちぞく）は、1974年（昭和49年）1月26日公開の日本映画である。芸苑社製作、東宝配給。監督は山本薩夫、主演は佐分利信。カラー、スタンダード、211分。
山崎豊子の長編小説『華麗なる一族』の映画化で、山本監督にとっては『白い巨塔』に続く山崎豊子作品の映画化である。山本は元々東宝の監督だったが、レッドパージ以後は独立プロで活動していた。本作はそんな山本の24年ぶりの東宝作品となった。出演者は豪華な顔ぶれとなり、作品は大ヒット。配給収入は4億2000万円を記録し、1974年度の邦画配給収入ランキング第4位となった。第48回キネマ旬報ベスト・テン第3位。

## 映画版の特徴
仲代達矢が万俵敬介と鉄平の一人二役を演じている。小説に描かれた妻妾同衾は、万俵大介の私室において3つ並んだ豪華な洋風のベッドで描かれている。また女優陣のラブシーンでは、当時としては体当たりといえる演技が見られる。小説版では3人が寝室を共にした時に寧子が銀平と鉢合わせになるシーンは割愛されている。

小説では万俵家の晩餐の席ではフランス語と英語で会話するという設定だが、映画では一貫して日本語が使われている。
万俵家の内装はシャンデリアや絨毯など華美な装飾で演出されており、家族の中に渦巻く愛憎劇の舞台となっている。また万俵家で3匹のグレート・デーンを飼っている部分は忠実に再現されている。
阪神特殊鋼の舞台として実際の鉄工所を、阪神銀行は金融街を使っている。
なお本作で一之瀬四々彦を演じる北大路欣也は、のちにドラマ版では万俵大介を演じることになる。

## キャスト
- 万俵大介（万俵家の15代当主:阪神銀行頭取）：佐分利信
- 万俵寧子（その妻）：月丘夢路
- 万俵鉄平（万俵家の長男:阪神特殊鋼･専務）：仲代達矢
- 万俵敬介（万俵家の14代当主、大介の父）：仲代達矢（2役）
- 万俵銀平（万俵家の次男:阪神銀行･本店融資課長）：目黒祐樹
- 美馬一子（万俵家の長女:大蔵省主計局次長の妻）：香川京子
- 万俵早苗（鉄平の妻:大川一郎の娘）：山本陽子
- 万俵万樹子（銀平の妻:大阪重工業･令嬢）：中山麻里
- 万俵二子（万俵家の次女）：酒井和歌子
- 三雲志保（大同銀行頭取令嬢）：大空真弓
- 一之瀬四々彦（息子）：北大路欣也
- 一之瀬（阪神特殊鋼:工場長）：稲葉義男
- 銭高（阪神特殊鋼･常務）：加藤嘉
- 石川（阪神特殊鋼･社長）：北沢彪
- 和島（帝国製鉄･専務）：神山繁
- 大川一郎（自由党･代議士）：河村弘二
- 春田（大蔵省銀行局長）：平田昭彦
- 芥川（阪神銀行･常務 / 東京支店長）：高城淳一
- 角田（阪神銀行･池田支店長）：高原駿雄
- 松尾（大蔵省審議官）：細川俊夫
- 荒尾（社民党･代議士）：大滝秀治
- 中根（社民党･代議士）：金田龍之介
- 倉石（弁護士）：鈴木瑞穂　※ナレーションも担当
- 小島（大同銀行･常務）：小林昭二
- 中川留市（地主）：花沢徳衛
- 山本（社民党･委員長）：嵯峨善兵
- 小泉夫人（総理筋縁談の仲介者）：荒木道子
- 伊東夫人：小夜福子
- 白川（大同銀行･専務）：中村哲
- 速水（阪神銀行･頭取秘書）：武内亨
- 伊佐早（阪神銀行／東京支店）：梅野泰靖
- 大亀（阪神銀行･専務）：浜田寅彦
- 渋野（阪神銀行･専務）：花布辰男
- 帝国製鉄・工程部長：下川辰平
- 佐橋（総理大臣）：伊東光一
- 大平（スーパー社長）：田武謙三
- 市太：若宮大祐
- 万俵家別荘管理人：青木富夫
- 田中銀行局金融検査官：五藤雅博
- 井掛大蔵省銀行局銀行課長：生井健夫
- 永田大蔵大臣秘書官：白井鋭
- 阪神銀行池田支店次長：夏木章
- 岡村（阪神銀行）：笠井一彦
- 大友銀行･池田支店長：守田比呂也
- 細川一也（佐橋首相の甥・二子の縁談相手）：鳥居功靖
- 大川夫人（代議士夫人）：堺美紀子
- 万俵家の女中：横田楊子、川口節子
- 記者（阪神銀行および大同銀行の合併会見場）：森三平太、千田隼生、金親保雄、南治
- 鎌倉の老人宅の女：麻里とも恵
- 猟師：木島一郎
- 猟師の女房：坂巻祥子
- 東郷（長期開発銀行･常務）：隅田一男
- 青木（長期開発銀行･融資担当部長）：久遠利三
- 川畑（阪神特殊鋼･常務）：鈴木昭生
- 看護婦（採血を依頼）：記平佳枝
- 看護婦（石川社長の介添え）：東静子
- 田淵自由党･幹事長室の秘書：加納桂
- 阪神特殊鋼社員（組合幹部）：鈴木治夫、門脇三郎（ノンクレジット）
- 記者（阪神特殊鋼事故会見場）：多田幸男、夏木順平（ノンクレジット）
- 阪神特殊鋼役員：熊谷卓三、草間璋夫（ノンクレジット）
- 阪神特殊鋼幹部：相原巨典、北條寿太郎（ノンクレジット）、野村隆
- 阪神特殊鋼経理部員：小山内淳（ノンクレジット）
- 阪神特殊鋼債権者：田村貫、中田勉、加藤茂雄（ノンクレジット）、水木京一、松波喬介
- 阪神特殊鋼管財人の一人：今井和雄 （ノンクレジット）
- 大蔵省高級官僚の一人：小松英三郎（ノンクレジット）
- 上田忠好（未出演）
- 松山新一
- 伊豆見雄
- 沢美鶴
- 三由茂
- 細井利雄
- 永島岳
- 広瀬正一（ノンクレジット）
- 田中幸子
- 歌川千恵
- 苅野和子
- 三浦文子
- 藤園貴巳子
- 鎌倉の老人：佐々木孝丸
- 田淵（自由党･幹事長）：河津清三郎
- 周子（佐橋総理夫人）：北林谷栄
- 松平（日本銀行･総裁）：中村伸郎
- 宮本（長期開発銀行･頭取）：滝沢修
- 安田太左衛門（大阪重工業･社長）：志村喬
- 綿貫千太郎（大同銀行･専務）：西村晃
- 永田（大蔵大臣）：小沢栄太郎
- 三雲祥一（大同銀行･頭取）：二谷英明
- 美馬中（大蔵省主計局･次長）：田宮二郎
- 高須相子（万俵家の家庭教師兼執事）：京マチ子

## スタッフ
- 監督：山本薩夫
- 製作：佐藤一郎、市川喜一、森岡道夫
- 原作：山崎豊子
- 脚本：山田信夫
- 音楽：佐藤勝
- 撮影：岡崎宏三
- 美術：横尾嘉良、大村武
- 照明：下村一夫
- 録音：原島俊男
- 編集：鍋島淳

## 受賞
- 第48回キネマ旬報ベスト・テン 日本映画第3位
- 第29回毎日映画コンクール 撮影賞、美術賞
- 第28回日本映画技術賞（横尾嘉良、大村武、下村一夫）[2]